# سيغريسفيلير روتورن
سيغريسفيلير روتورن (بالإنجليزية: Sigriswiler Rothorn)‏ هو أحد جبال سلسلة جبال الألب إيمينتال ويقع في كانتون برن في سويسرا. يحتل المرتبة رقم 374 في قائمة جبال سويسرا من حيث الارتفاع، إذ يبلغ ارتفاعه حوالي 2051 متر، بينما يبلغ ارتفاع نتوء الجبل 372 متر.